# Medrissa
Medrissa (em árabe: مدريسة) é uma comuna localizada na província de Tiaret, Argélia. Sua população estimada em 2008 era de 15 293 habitantes.